# 李茂庄
李茂庄（9世纪—898年），深州博野（今河北蠡县）人。唐朝末年军事人物。
李茂庄本姓宋，生年不详，仅知不迟于其弟宋文通的生年856年。祖父宋铎，祖母张氏，父宋端。宋文通母卢氏，未详是否李茂庄母。唐僖宗光启三年（887年），宋文通因功被赐名李茂贞，列入宗室属籍，李茂庄可能也在此时被赐姓名。约文德元年（888年）至龙纪元年（889年），李茂庄被任为匡国军节度使。约大顺元年（890年），任天雄军节度使。
唐昭宗景福元年（892年）正月，时任凤翔节度使李茂贞、静难节度使王行瑜、镇国军节度使韩建、匡国军节度使王行约、李茂庄上言称山南西道节度使杨守亮窝藏自己的养堂伯、先前背叛昭宗的前当权宦官杨复恭，请求出军讨伐，自备供军粮料，并请求加李茂贞山南西道诏讨使。朝议认为一旦李茂贞得到山南西道就不可控制，下诏和解，诸镇都不听，李茂贞、王行瑜等擅自出兵。二月，昭宗加李茂贞山南西道招讨使。八月，杨守亮兵败出奔。李茂贞从此兼并相邻藩镇并在势力范围内表自己的亲族、养子为节度使、刺史，朝廷不能制。二年（893年）七月，李茂庄被加同平章事。
约乾宁元年（894年）离任。约二年（895年）任山南西道节度使。
光化元年（898年）五月前，李茂庄卒于山南节度观察处置等使、开府仪同三司、检校太傅、兼侍中、兴元尹任上，唐昭宗派官员册赠他为太师。
子李继筠、李廓。